# Myristica iners
Myristica iners är en tvåhjärtbladig växtart som beskrevs av Carl Ludwig von Blume. Myristica iners ingår i släktet Myristica och familjen Myristicaceae. Inga underarter finns listade i Catalogue of Life.